# 宁乡站
宁乡站，位于中华人民共和国湖南省长沙市宁乡市，是石长铁路上的火车站，建于1997年，2013年3月6日进行石长铁路复线工程，暫停办理客运业务，2016年7月25日新站房正式启用，由广州铁路集团管辖。

## 車站周邊
- 长沙中京机械产业工业园
- 和润购物广场
- 三联学校
- 玉潭中学高中部
- 长沙通程温泉大酒店
- 中国农业银行宁乡县支行
- 招商银行长沙宁乡支行
- 宁乡市农村商业银行工业园分行

## 歷史
- 建于1997年。
- 2013年3月6日配合石长铁路复线工程，暫停办理客运业务。
- 2016年7月25日新站房正式启用。

## 外部連結
- 中国铁路客户服务中心（页面存档备份，存于）